# Erica Balqué

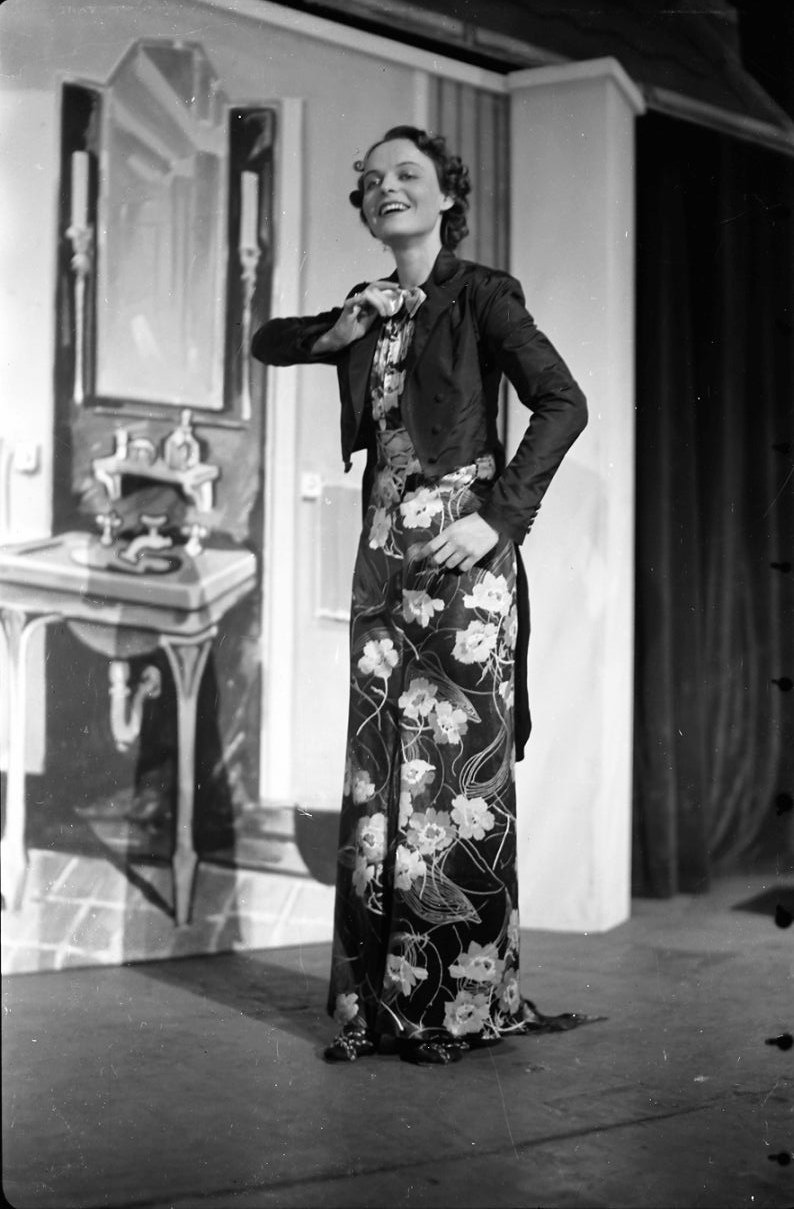
Erica Balqué im Kabarett der Komiker, 1936

Elisabeth Balqué mit ihrer Tochter Erica 1917, Foto: Selma Genthe

Erica Balqué (* 10. Februar 1912 in Leipzig; † 24. März 2003 in Berlin; vereinzelt auch als Erica Balque, E. Balqué oder Erica Käutner-Balqué geführt) war eine deutsche Schauspielerin, Regisseurin und Hörspielsprecherin.

## Leben
Erica Balqué war die Tochter von Reinhold Balqué und seiner Ehefrau Elisabeth. Ihr Vater war als Schauspieler und Regisseur am Leipziger Schauspielhaus engagiert. Im Februar 1934 heiratete Erica Balqué den Schauspieler und Regisseur Helmut Käutner, den sie zuvor bei einem Gastspiel seines Kabaretts Die vier Nachrichter in Leipzig kennengelernt hatte. Ab dem Jahr 1938 gehörte sie dem Ensemble des Leipziger Schauspielhauses an.
Erste Rollen in Filmproduktionen erhielt Erica Balqué 1937 in Die gläserne Kugel mit Albrecht Schoenhals, Paul Henckels und Theodor Loos und 1939 in Salonwagen E 417 von Paul Verhoeven nach einem Drehbuch von Helmut Käutner und Bobby E. Lüthge. Neben ihr spielten Paul Hörbiger, Käthe von Nagy und Curd Jürgens.
Ab Ende der 1940er-Jahre war sie insbesondere in von Helmut Käutner inszenierten Spielfilmen als Darstellerin zu sehen. Darunter befand sich 1947 der Episodenfilm In jenen Tagen mit Gert Karl Schaefer, Erich Schellow, Eva Gotthardt, Hermann Schomberg und Kurt Meister. Im Jahr 1955 verkörperte Erica Balqué die Rolle der Anne Eilers in der Verfilmung von Carl Zuckmayers Drama Des Teufels General mit Curd Jürgens, Marianne Koch und Viktor de Kowa in den Hauptrollen. In Käutners Ludwig II: Glanz und Elend eines Königs (1955) spielte sie die Rolle der Cosima, der Frau Richard Wagners.
Erica Balqué trat auch in Fernsehproduktionen auf. So spielte sie 1967 neben ihrem Ehemann unter der Regie von Ida Ehre in dem Fernsehfilm Verbotenes Land.

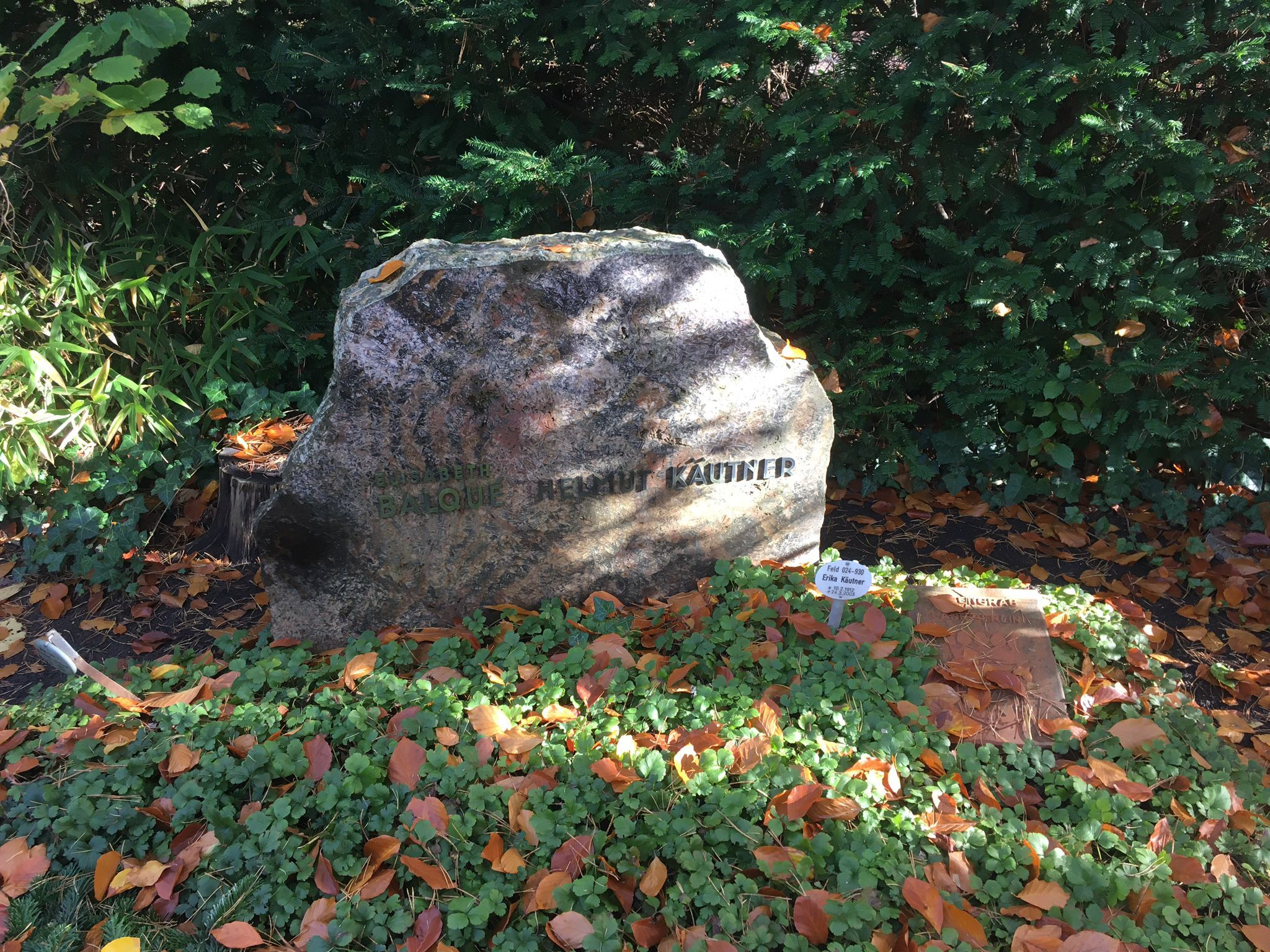
Grabstätte Erica Balqué auf dem Waldfriedhof Zehlendorf, Berlin

In den 1950er-Jahren arbeitete sie überwiegend im Regiefach und war in der Folgezeit bei sehr vielen Filmen von Helmut Käutner als Regieassistentin tätig. Im Jahr 1961 führte Erica Balqué mit der Inszenierung von Zu jung für die Liebe? als erste Frau nach Ende des Zweiten Weltkriegs Regie in einem Spielfilm.
Erica Balqué wirkte auch als Sprecherin in einigen Hörspielen von Helmut Käutner mit. Zudem betätigte sie sich bei der Produktion des Spielfilmes Himmel ohne Sterne als Kostümbildnerin.
Sie starb im Alter von 91 Jahren in Berlin. Ihre Urne wurde im Grab ihres Mannes auf dem Waldfriedhof Zehlendorf beigesetzt, in welchem sich auch die Urne ihrer 1962 verstorbenen Mutter Elisabeth Balqué, geb. Günther, befindet.

## Filmografie (Auswahl)

### Regie
- 1961: Zu jung für die Liebe?

### Regieassistenz
- 1954: Die letzte Brücke
- 1955: Ludwig II: Glanz und Elend eines Königs
- 1955: Des Teufels General
- 1955: Himmel ohne Sterne
- 1956: Ein Mädchen aus Flandern
- 1956: Der Hauptmann von Köpenick
- 1957: Die Zürcher Verlobung
- 1957: Monpti
- 1958: Der Schinderhannes
- 1959: Der Rest ist Schweigen
- 1959: Die Gans von Sedan
- 1960: Das Glas Wasser
- 1961: Der Traum von Lieschen Müller
- 1962: Annoncentheater – Ein Abendprogramm des deutschen Fernsehens im Jahre 1776 (Fernsehfilm)
- 1962: Die Rote
- 1964: Lausbubengeschichten
- 1966: Robin Hood, der edle Räuber (Fernsehfilm)
- 1966: Leben wie die Fürsten (Fernsehfilm)
- 1967: Die spanische Puppe (Fernsehfilm)
- 1967: Stella (Fernsehfilm)
- 1969: Tagebuch eines Frauenmörders (Fernsehfilm)
- 1969: Christoph Kolumbus oder Die Entdeckung Amerikas (Fernsehfilm)
- 1970: Einladung ins Schloss (Fernsehfilm)
- 1970: Die Feuerzangenbowle
- 1971: Die gefälschte Göttin (Fernsehfilm)
- 1972: Die seltsamen Abenteuer des geheimen Kanzleisekretärs Tusmann (Fernsehfilm)
- 1974: Die preußische Heirat (Fernsehfilm)
- 1976: Margarete in Aix (Fernsehfilm)

### Darstellerin
- 1937: Die gläserne Kugel
- 1939: Salonwagen E 417
- 1947: In jenen Tagen
- 1955: Ludwig II: Glanz und Elend eines Königs
- 1955: Des Teufels General
- 1956: Ein Mädchen aus Flandern
- 1967: Verbotenes Land (Fernsehfilm)
- 1976: Margarete in Aix (Fernsehfilm)

## Hörspiele (Auswahl)
- 1945: Der Hauptmann von Köpenick
- 1948: Die Muschel der Kalypso
- 1952: Die Liebe der vier Obersten (Theatermitschnitt) von Peter Ustinow